# Septembre 1918 (guerre mondiale)
août 1918 - Septembre 1918 - octobre 1918
- 1er septembre
  - Louis Franchet d'Espèrey, commandant en chef des troupes alliées dans les Balkans, annonce aux généraux alliés les grandes lignes de l'offensive de rupture qu'il planifie contre la Bulgarie.
  - Note des services de renseignement militaire bulgare rendant compte des concentrations alliées sur le front de Macédoine, préalable à l'offensive de rupture planifiée par les Alliés. Le commandant en chef allemand dans les Balkans, Friedrich von Scholtz, sceptique, procède à un redéploiement partiel des unités placées sous ses ordres pour parer à une menace, alors sous-évaluée par le commandement allemand.

- 2 septembre :
  - Erich Ludendorff ordonne la retraite des troupes allemandes positionnées en Belgique et dans le Nord de la France sur la position Siegfried, appuyée sur la Sambre.

- 3 septembre :
  - Début de l'opération Gemse : les Austro-hongrois, abondamment renforcés, se lancent à l'attaque du pic de San Matteo, en vue de le reconquérir.

- 7 septembre :
  - Rencontre franco-belge de La Panne : le roi des Belges, Albert Ier, se voit proposer le commandement de l'ensemble des unités alliées engagées en Belgique.

- 9 septembre :
  - Ferdinand Foch, commandant en chef des troupes alliées, expose le matin au roi des Belges, commandant nominal de l'armée belge, ses projets d'offensive dans les Flandres.
  - Ferdinand Foch reçoit Douglas Haig et lui expose ses projets évoqués le matin avec le roi des Belges.

- 10 septembre :
  - Le haut-commandement allemand accepte d'une paix blanche avec les Alliés, en vue de mettre un terme au conflit.
  - signature d'un accord commercial entre le Reich et l'Ukraine, conférant aux puissances centrales d'importants avantages économiques en Ukraine, alors occupée par les troupes germano-austro-hongroises.

- 11 septembre :
  - Acceptation par le roi des Belges du projet d'offensive auquel l'armée belge doit participer.
  - Création du groupe d'armées Flandres, constitués d'unités françaises, britanniques et de l'armée belge, placé sous le commandement nominal du roi des Belges.

- 12 septembre :
  - Fin de la deuxième bataille de la Somme, se soldant par une victoire alliée.
  - Accord du conseil de guerre interallié pour une offensive de grande ampleur en Macédoine. La directive alliée donne tout latitude à Louis Franchet d'Espèrey, commandant en chef des forces alliées en Macédoine, pour lancer une offensive dans les Balkans.
  - Conseil de la couronne allemande : Erich Ludendorff, principal stratège du Reich, accepte le principe d'une paix blanche à l'Ouest.

- 15 septembre :
  - Les Ottomans et les indépendantistes azerbaïdjanais prennent Bakou, évacuée par les Britanniques à l'issue de la bataille de Bakou. Ce combat constitue le dernier succès ottoman du conflit.
  - Publication de la note de paix austro-hongroise, appelant à la fin des combats.

- 18 septembre :
  - Offensive alliée sur les positions bulgares en Macédoine occupée
  - Début des opérations alliés contre la ligne Hindenburg.

- 19 septembre :
  - Rupture des positions bulgares, début de la phase d'exploitation de la percée obtenue à Doiran.
  - publication d'une note du gouvernement bulgare, réclamant une partie de la Thrace ottomane en compensation des territoires conquis par l'armée ottomane dans le Caucase.
  - Début la bataille de Megiddo : Les troupes alliées, commandées par Edmund Allenby, parviennent, au terme de deux journées de combat, à rompre le front ottoman en Galilée.
  - Refus belge des termes d'une note allemande demandant l'ouverture de négociations en vue du rétablissement de paix entre le Reich et le royaume.

- 23 septembre
  - Le Vardar est franchi par les unités franco-serbes engagées en Macédoine face aux forces germano-bulgares.

- 24 septembre :
  - Conquête de Gradsko, important nœud ferroviaire en arrière du front bulgare en Macédoine, et base arrière des unités germano-bulgares, dans le cadre de la manœuvre d'Uskub, visant à rompre le front tenu par les troupes de la quadruplice. Les approvisionnements qui s'y trouvent permettent aux unités franco-serbes qui la conquièrent de poursuivre leur avance sans attendre le ravitaillement.
  - Paul von Hintze, secrétaire d'État aux affaires étrangères allemand, défend devant le comité principal du Reichstag la politique de soutien au régime bolchevik.

- 25 septembre
  - Succès britannique à Amman.

- 26 septembre :
  - Premiers sondages diplomatiques bulgares en vue d'un retrait du royaume du conflit.
  - Lancement de l'offensive Meuse-Argonne, offensive de rupture franco-américaine sur le front de l'Ouest.
  - l'as français René Fonck abat 6 avions allemands en une seule journée.
  - Bataille de Montfaucon : les Alliés parviennent à rompre le front allemand.

- 27 septembre :
  - Conquête de Daara par les unités alliées engagées en Palestine ottomane.
  - Premières opérations alliées contre les positions allemandes établies le long du canal du Nord.
  - Approbation des traités additionnels du traité de Brest-Litovsk par le comité principal du Reichstag.

- 28 septembre :
  - Déclenchement de la cinquième bataille d'Ypres, offensive franco-anglo-belge dans les Flandres.
  - Reconnaissance de la défaite par le prince héritier de Bavière, Rupprecht, dans un rapport adressé aux Dioscures.
  - Réception par Louis Franchet d'Espèrey des parlementaires bulgares ; le Français et les Bulgares sont dotés de pleins pouvoirs pour négocier la reddition bulgare.

- 29 septembre :
  - Percée franco-belge dans la région d'Ypres : Dixmude est libérée par les unités lancées dans l'exploitation de la percée obtenue la veille.
  - Au petit matin, les hommes de la colonne commandée par le général Jouinot-Gambetta attaquent Gradsko. La ville est définitivement conquise à 9 h 30.
  - Les troupes alliées engagées en Palestine franchissent le Jourdain et occupent le plateau du Golan, repoussant devant eux les unités ottomanes en déroute.
  - Signature, à 23 h 30, de l'armistice de Thessalonique entre les Bulgares épuisés et vaincus et les alliés, représentés par les Français.
  - Arrivée de Guillaume II à Spa : sa présence près du front est alors supposée resserrer les fidélités de ses troupes.
  - Conférence gouvernementale allemande de Spa : lors de la dernière des quatre conférences de Spa, les Dioscures avouent à l'empereur Guillaume II et à son chancelier l'ampleur de la défaite du Reich, et aspirent à confier la sortie de la guerre à un cabinet civil.

- 30 septembre :
  - Démission du cabinet Hertling ; constitution d'un nouveau cabinet impérial allemand sous la présidence de Max de Bade, en vue de négocier une sortie du conflit.
  - signature par les Français et les Britanniques d'un nouvel accord interprétatif de l'Accord Sykes-Picot, qui reconnaît l'existence d'une zone d'influence française en Syrie mais établit l'unité du commandement allié sous le commandement d'Allenby.
  - Entrée en application de l'armistice de Thessalonique à 12 h 0 : la Bulgarie se retire du conflit.
  - Début du retrait d'Albanie des troupes austro-hongroises commandées par Karl von Pflanzer-Baltin, menacés par le retrait bulgare.
  - Évacuation de Damas par les troupes germano-ottomanes en retraite. Prise de contrôle de la ville par les nationalistes arabes.
  - Évacuation de Beyrouth par les services de l'administration et la garnison ottomanes du vilayet, alors que les Alliés poursuivent les troupes ottomanes en retraite.